# Jordan Conroy
Jordan Conroy (10 de março de 1994) é um jogador de rugby irlandês, que joga na posição de back.

## Carreira
Conroy começou a jogar rúgbi relativamente tarde, aos 18 anos, depois de se aventurar no atletismo e no futebol. Conroy jogou rúgbi pelo Tullamore na Divisão 2C da All-Ireland League na temporada 2015-16, onde marcou o try mais rápido da história da liga. Ele jogou a temporada 2016-17 com o Buccaneers RFC na Divisão 1-B da All-Ireland League, marcando 18 tentativas durante a temporada e ajudando o clube a ganhar a promoção para a Divisão 1-A na temporada 2017-18. Conroy foi nomeado o Jogador do Ano do Connacht Club 2016-17 e o jogador do ano da Divisão 1-B. Conroy também jogou pelo Connacht Eagles na Copa Britânica e Irlandesa.
Conroy apareceu com a seleção irlandesa de rugby sevens em 2016 nos torneios Amsterdam 7s e Newcastle 7s. Jogou pela Irlanda durante o Rugby Europe 2017 Sevens Grand Prix Series. Ele jogou no torneio Moscow Sevens de 2017, onde suas contribuições tanto no ataque quanto na defesa foram notadas. No Lodz Sevens de 2017, Conroy foi o maior artilheiro da Irlanda com seis tentativas, marcando uma tentativa em cada partida. No Clermont-Ferrand Sevens de 2017, Conroy foi conhecido por seu excelente desempenho, marcando na semifinal contra a Espanha e marcando duas vezes na vitória por 17 a 14 contra a Rússia na final para vencer o torneio. Ele marcou seis tentativas no Exeter Sevens de 2017 e recebeu o prêmio de Jogador do Torneio, derrotando seu companheiro de equipe da Irlanda, Harry McNulty.
Conroy perdeu o Hong Kong Sevens de 2018, mas retornou para o Grand Prix Sevens de 2018. No primeiro torneio do Grand Prix, o Moscow Sevens de 2018, Conroy marcou oito tentativas durante o torneio, incluindo quatro na semifinal contra a França. Conroy atraiu atenção significativa por seu desempenho no London Sevens de 2018, onde marcou oito tentativas durante o torneio. Suas três tentativas na vitória da Irlanda por 21–19 sobre a Inglaterra ajudaram a Irlanda a alcançar o terceiro lugar. Ele foi selecionado para o Dream Team do torneio na conclusão do torneio.
Na qualificação do Hong Kong Sevens de 2019 para a temporada 2019-20, Conroy liderou todos os marcadores de try com 10 tries no torneio, ganhando o prêmio de Jogador do Torneio. Seus try-score incluíram um hat-trick na fase de grupos contra a Rússia e dois tries importantes em uma vitória apertada de virada por 19-10 na semifinal contra a Alemanha. Conroy começou a World Series 2019-20 no Dubai Sevens de 2019, onde liderou todos os jogadores com sete tries (incluindo cinco em uma partida) e entrou para o Dream Team do torneio. Em 2022, ele competiu pela Irlanda na Copa do Mundo de Rúgbi Sevens na Cidade do Cabo.